# Стадион Вивијан Ричардс
Стадион Вивијан Ричардс (енгл. Sir Vivian Richards Stadium) је стадион у Норт Саунду, Антигва, Антигва и Барбуда. Изграђен је за коришћење на Светском првенству у крикету 2007. године, где је био домаћин утакмица Супер 8. Стадион регуларно прима 10.000 људи, али привремена седишта су удвостручила његов капацитет за Светско првенство 2007. Стадион је добио име по бившем капитену крикета Западне Индије и легенди Виву Ричардсу.
Стадион је удаљен око 10-20 минута вожње од главног града Сент Џонса и међународног аеродрома у земљи (ВЦ Бирд Интернатионал Аирпорт). Локација је коштала око 60 милиона долара, а већина средстава је дођла из гранта кинеске владе. Стадион је такође коришћен за фудбалске утакмице локалног тима.
Стадион чини две главне трибине: северна трибина и петоспратна јужна трибина а током 2008. године кров Јужне трибине је оштетио јак ветар.
Остали садржаји стадиона укључују терен за тренинг за различите крикет тимове, инфраструктуру за обуку и медијски центар. Стадион Сир Вив Ричардс је једно од ретких најсавременијих места које обухватају подземне пролазе у којима се могу кретати крикет тимови.